# San Rocco di Piegara
San Rocco di Piegara is een plaats (frazione) in de Italiaanse gemeente Roverè Veronese.

## Galerij

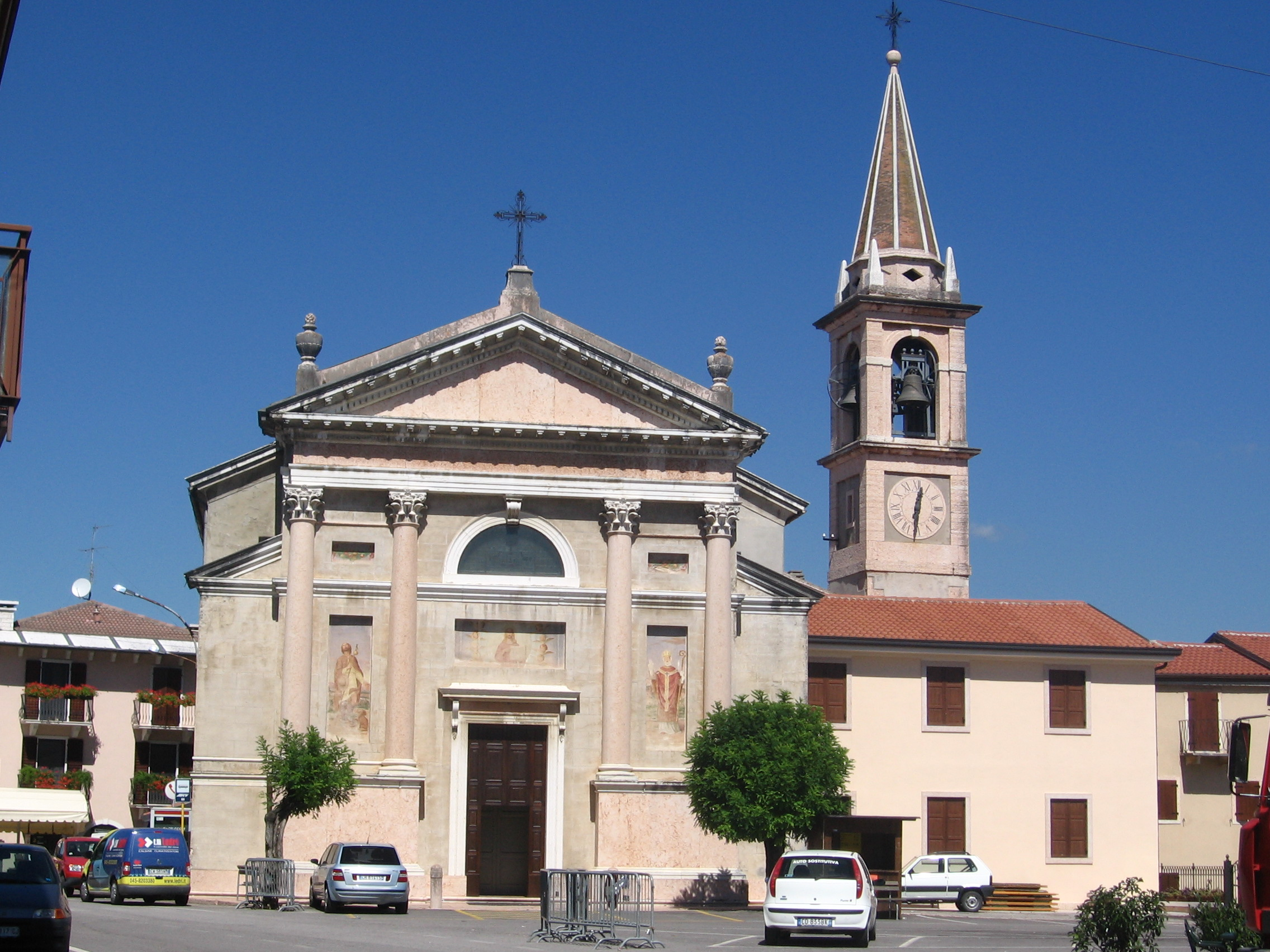
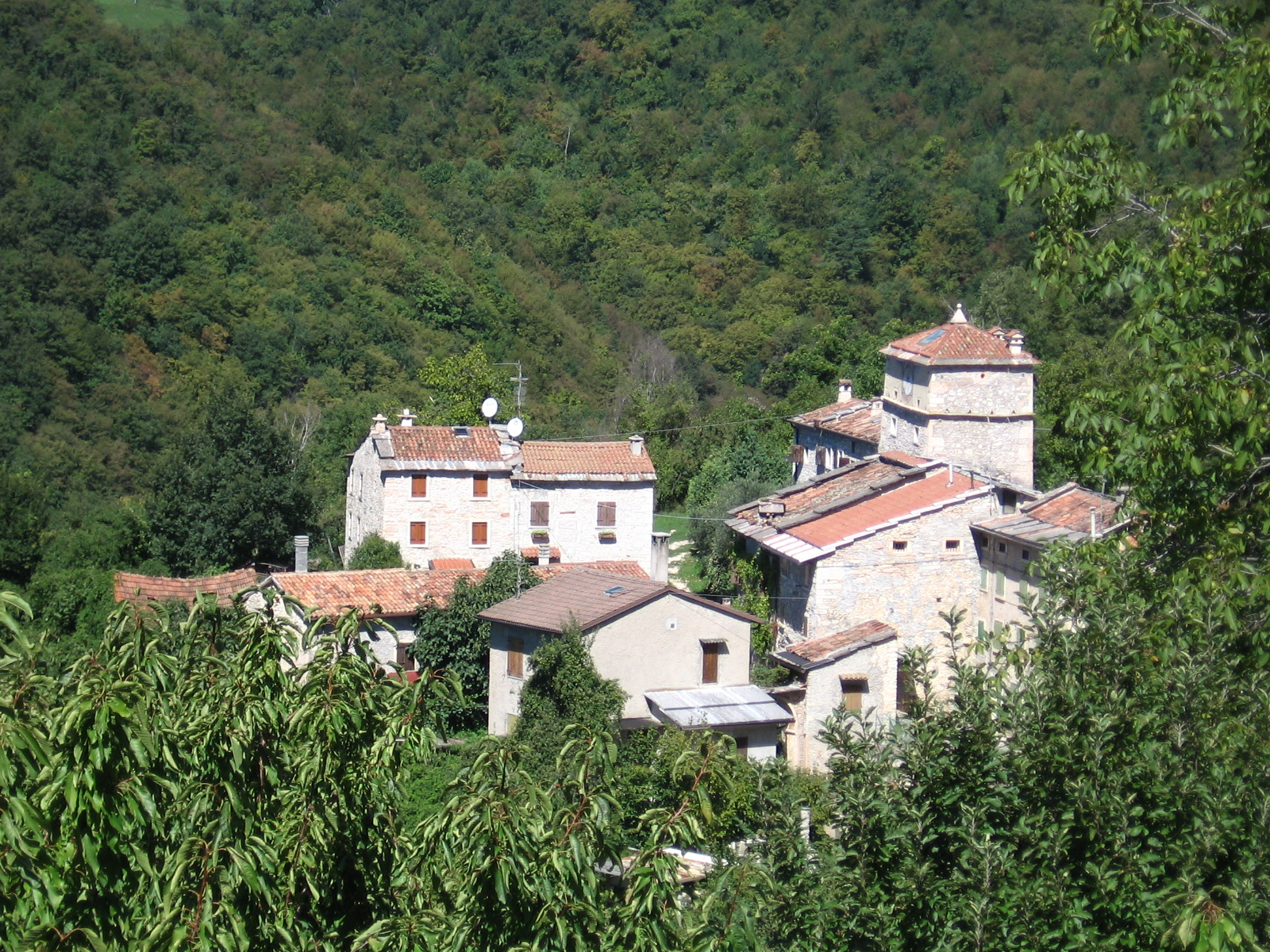
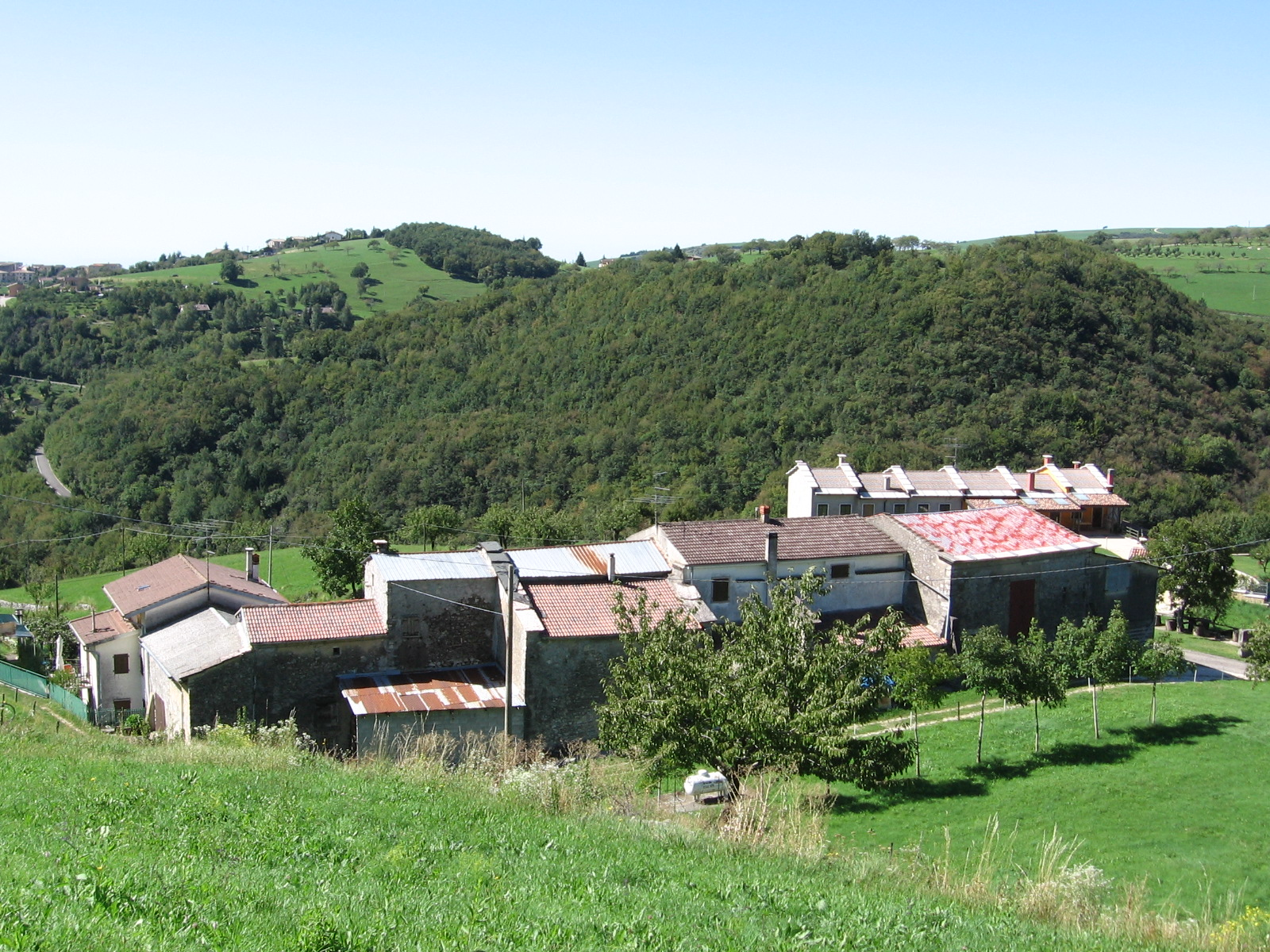
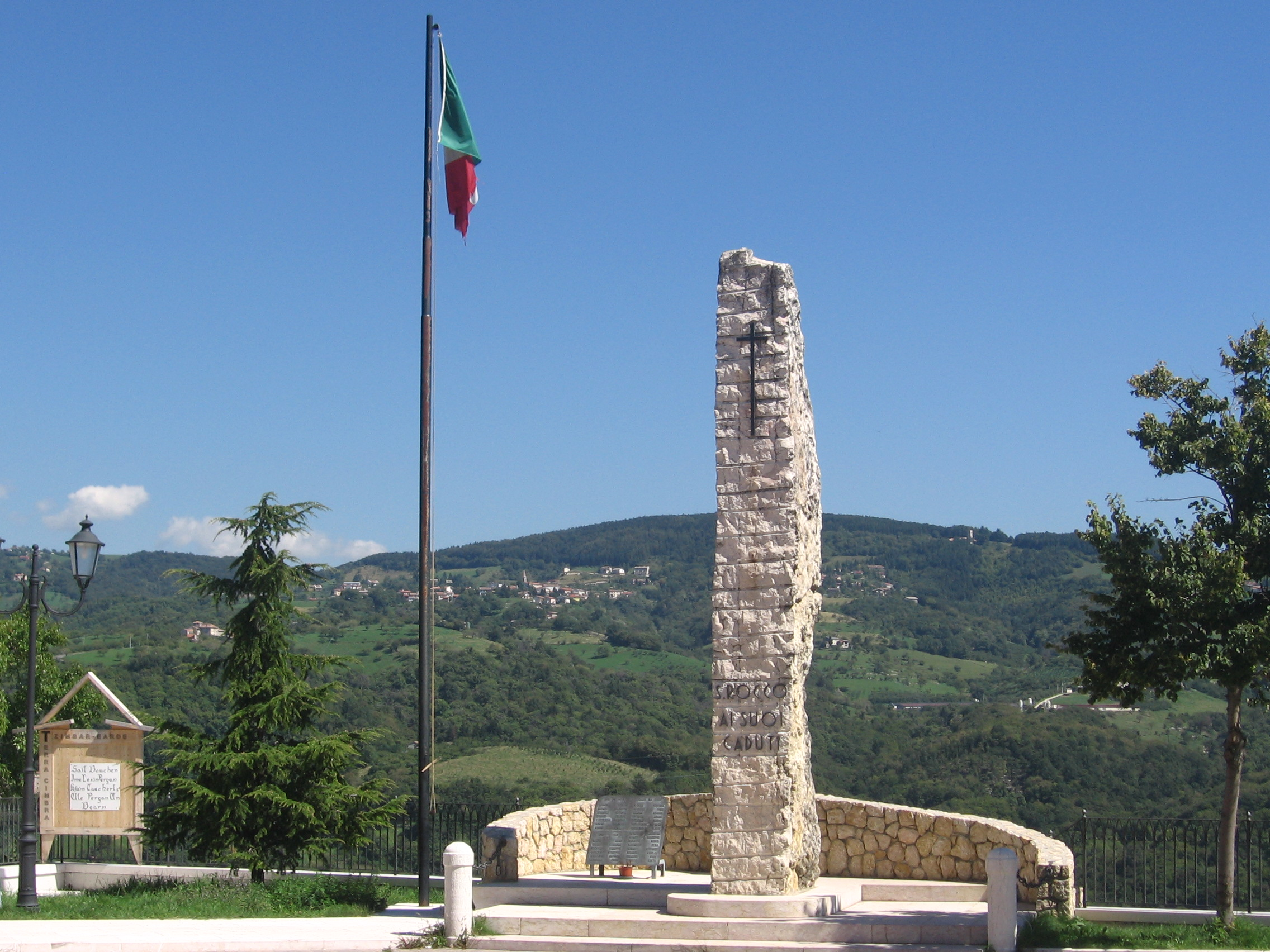